# Miroslav Vardić
Miroslav Vardić (4. prosince 1944, Bukoš - 7. května 2018, Roden) byl jugoslávský fotbalista srbské národnosti, záložník. 

## Fotbalová kariéra
Začínal v týmech FK Sloga Kraljevo, FK Dinamo Vranje a FK Železničar Niš. V jugoslávské lize hrál za FK Radnički Niš a Hajduk Split, s Hajdukem vyhrál v roce 1971 ligu a v roce 1967 pohár. Dále hrál v nižších jugoslávských soutěžích za HNK Borovo, ve druhé nizozemské lize za Helmond Sport a v Kanadě za Serbian White Eagles FC. V nizozemské lize nastoupil ve 13 utkáních za NAC Breda. Kariéru zakončil ve druhé nizozemské lize v týmu Helmond Sport. V Poháru vítězů pohárů nastoupil ve 2 utkáních a dal 1 gól a ve Veletržním poháru nastoupil ve 3 utkáních. Za reprezentaci Jugoslávie nastoupil v roce 1968 ve 2 utkáních.

## Ligová bilance
| Ročník                                   | Zápasy | Góly | Klub            |
| ---------------------------------------- | ------ | ---- | --------------- |
| Jugoslávská Prva liga 1965/1966          | -      | -    | FK Radnički Niš |
| Jugoslávská Prva liga 1966/1967          | 28     | 5    | Hajduk Split    |
| Jugoslávská Prva liga 1967/1968          | 29     | 8    | Hajduk Split    |
| Jugoslávská Prva liga 1968/1969          | 31     | 5    | Hajduk Split    |
| Jugoslávská Prva liga 1969/1970          | 11     | 1    | Hajduk Split    |
| Jugoslávská Prva liga 1970/1971          | 23     | 4    | Hajduk Split    |
| Druga savezna liga Jugoslavije 1971/1972 | -      | -    | HNK Borovo      |
| Druga savezna liga Jugoslavije 1972/1973 | -      | -    | HNK Borovo      |
| 2. nizozemská liga 1974/1975             | -      | -    | Helmond Sport   |
| 1. nizozemská liga 1975/1976             | 13     | 0    | NAC Breda       |
| 2. nizozemská liga 1976/1977             | -      | -    | Helmond Sport   |
| 2. nizozemská liga 1977/1978             | -      | -    | Helmond Sport   |
| CELKEM 1. jugoslávská liga               | -      | -    |                 |
| CELKEM 1. nizozemská liga                | 13     | 0    |                 |